# Het Haagsche Schouw

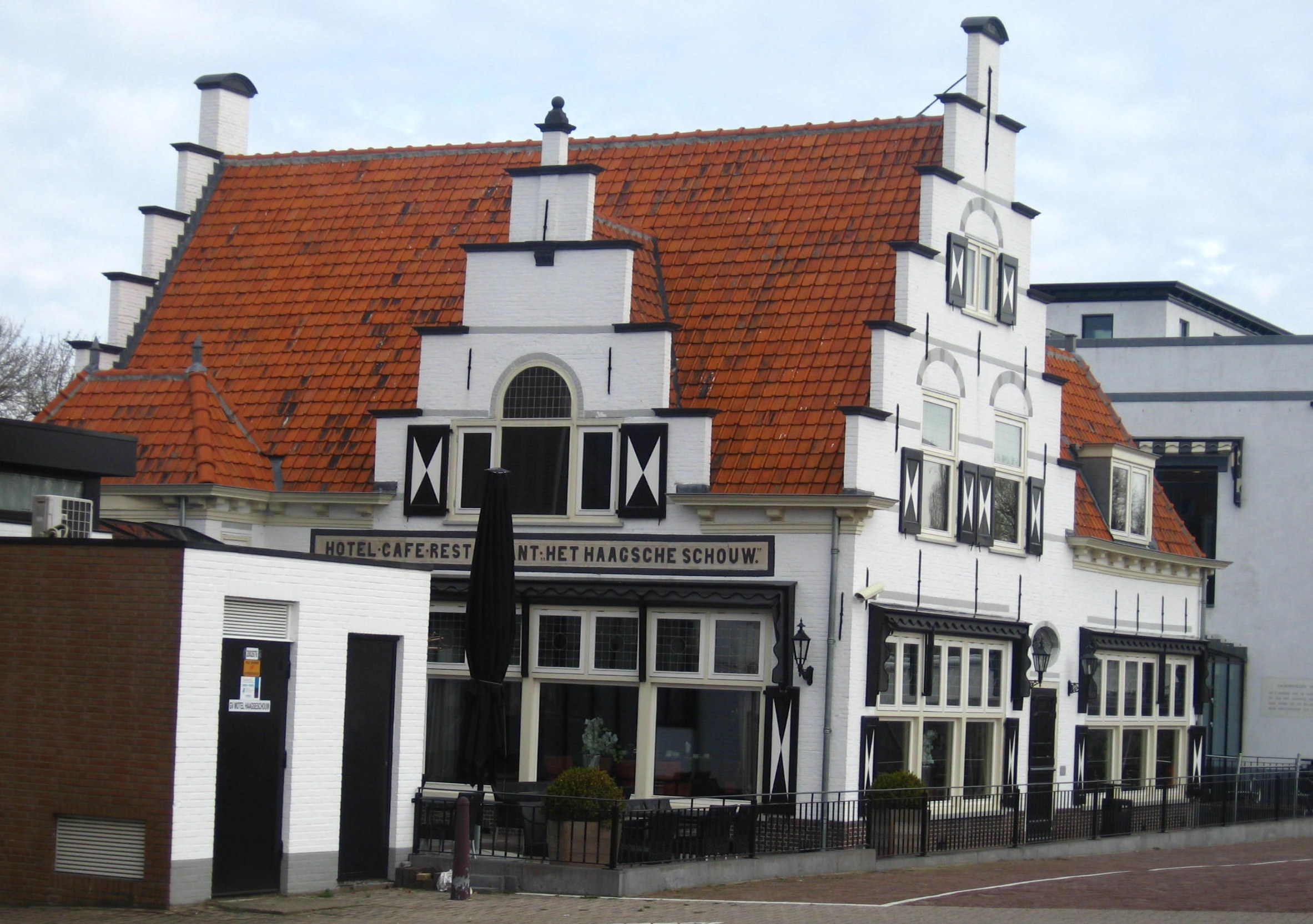
Haagsche Schouw (2010)

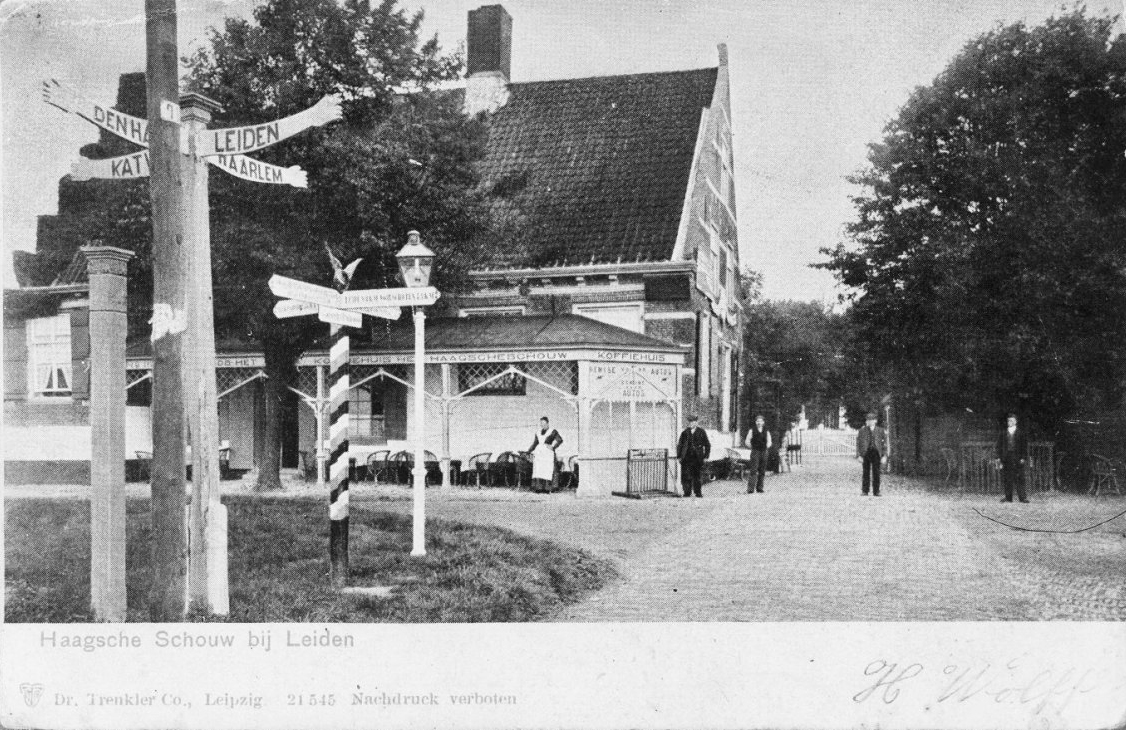
Het Haagsche Schouw op een ansichtkaart van Trenkler & Co. (ca. 1907)

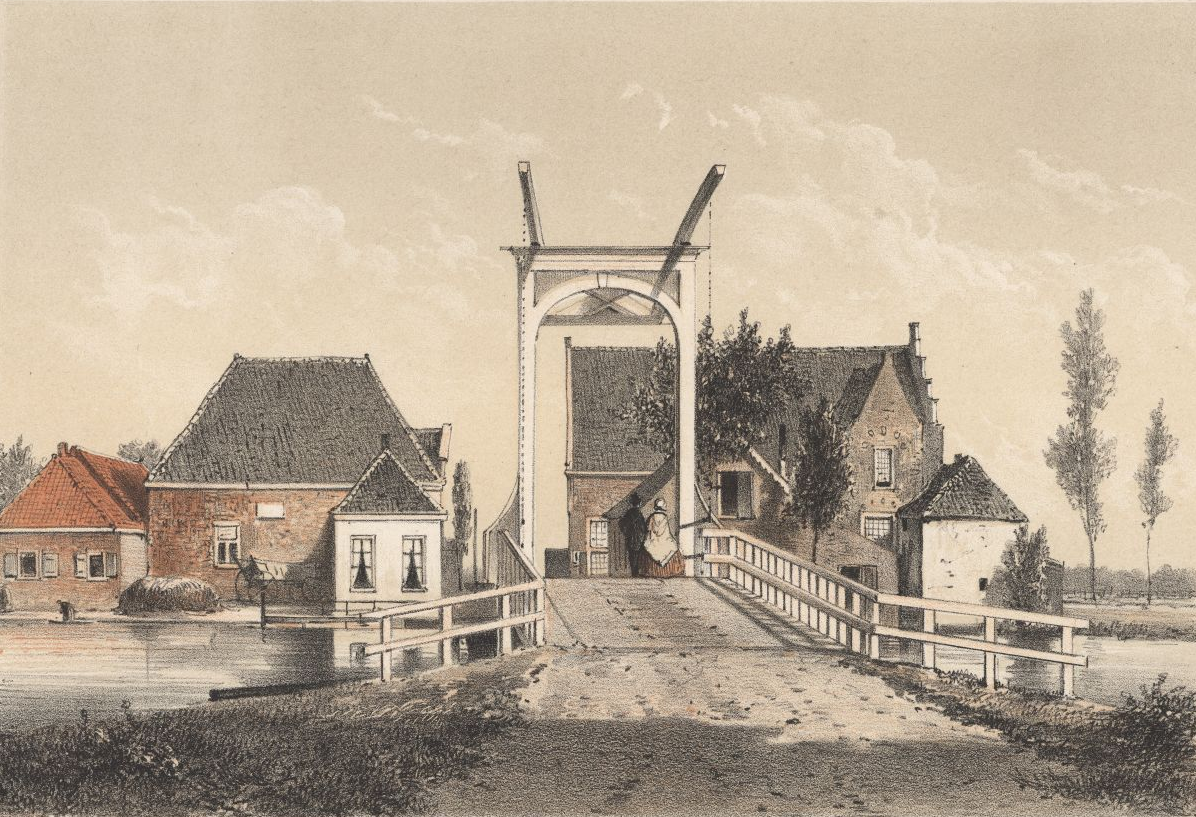
Gezicht op de brug bij de Haagsche Schouw. Uit: Montagne. 19de eeuw

Het Haagsche Schouw was in de 16de eeuw een veerhuis, later werd het een tolhuis, in de 18de eeuw werd het een herberg. Het Haagsche Schouw maakt nu deel uit van het Van der Valk Hotel Leiden. Het ligt op het kruispunt van de Rijndijk en de Haagse Schouwweg, tussen Leiden en Voorschoten. Voor lange tijd was Het Haagse Schouw bekend als Het Schouw van Duivenvoorde.
Al in de 16de eeuw is Het Haagsche Schouw een veerhuis. In 1749 werd het pand verpacht en kwam er een herberg. In de 18de eeuw kreeg het een trapgevel. Rond het begin van de 20ste eeuw was er aan de voorkant een tolhek. Tot 1912 moest bij Het Haagsche Schouw tol betaald worden om van Leiden naar Wassenaar te gaan.
In 1908 werd het oude pand vervangen door een nieuw pand. Architect F. Nieuwerkerk uit Den Haag maakte een ontwerp in historische stijl. Er kwamen weer trapgevels en gevelbanden in schoon metselwerk. Ook werden weer glas-in-loodramen geplaatst. 

## De meidagen 1940
Voorschoten was een garnizoensplaats en de ruim 6000 bewoners voelden zich veilig met ongeveer 1000 militairen in de buurt. Zij hoorden bij het depot veldartillerie uit Leiden en waren ondergebracht op het terrein waar later het Marine Opkomstcentrum kwam. In augustus 1939 was de algehele mobilisatie afgekondigd. Niemand had oorlogservaring, de kanonnen waren niet schietklaar.

#### Aanval op de vliegvelden
In de nacht van vrijdag 10 mei 1940, net voor het pinksterweekend, werd de buurt opgeschrikt door het zware geronk van Duitse transportvliegtuigen die parachutisten uitwierpen ten noorden en zuiden (weilanden bij Maaldrift (Wassenaar) vlak bij Het Haagsche Schouw) van vliegveld Valkenburg. De bedoeling van de ten zuiden gelande Duitsers was om de rijksweg Den Haag-Amsterdam te bezetten en de brug bij Het Haagsche Schouw was daarbij een belangrijk object. Daarna volgden tientallen Duitse transportvliegtuigen die landden op vliegveld Valkenburg. Eén Nederlandse jager probeerde nog wat schade aan te richten maar werd zelf neergeschoten boven kasteel Duivenvoorde.
 Een andere Nederlandse jager wist een Duits transportvliegtuig neer te schieten dat bij Maaldrift neerstortte. De Duitsers waren niet goed ingelicht. Op 17 april 1939 was begonnen met de aanleg van vliegveld Valkenburg, en de grond was nog te drassig voor zware vliegtuigen. De Duitse vliegtuigen zakten in de modder weg, en sommige sloegen zelfs over de kop. Deze wisten niet meer op te stijgen voor het invliegen van nieuwe troepen.
De Duitse parachutisten bezetten de brug bij Het Haagsche Schouw, maar deze werd heroverd door heldhaftig optreden van Nederlandse troepen vanuit de kazernes in Leiden. De brug bleef tot de capitulatie op 14 mei 1940 in Nederlandse handen.

#### Bezetting
Dinsdag 14 mei probeerden de Duitsers de zilverfabriek van Van Kempen te bombarderen, omdat ze dachten dat er een munitiefabriek was. 's Middags zagen de dorpelingen de zwarte rook van het bombardement van Rotterdam. Een dag later was het dorp bezet door de Duitsers, inclusief de brug bij Het Haagsche Schouw.

#### Herovering van de brug

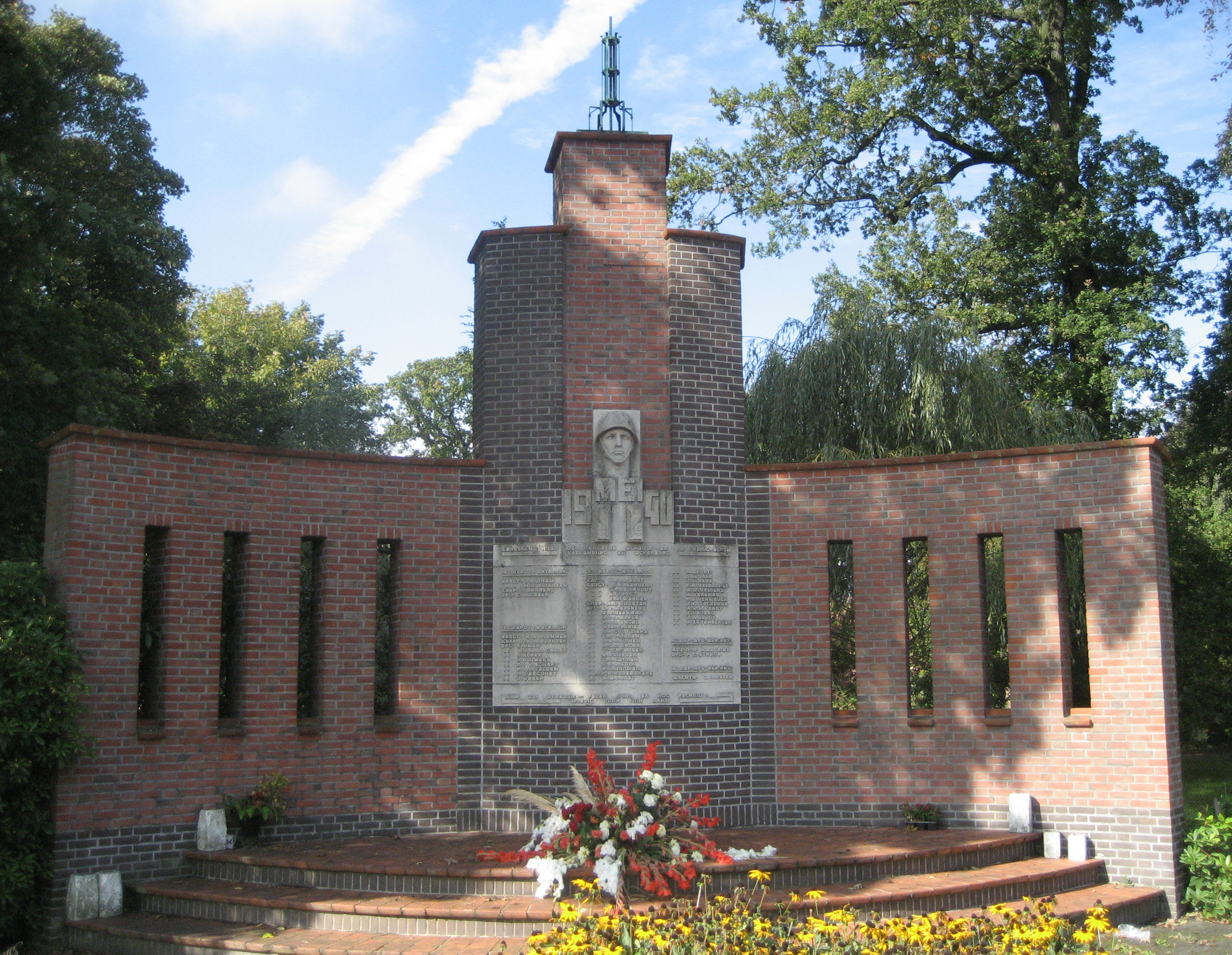
Oorlogsmonument

Majoor Mulder (C-22 Dep. Bat.), die met een ordonnans de brug omzichtig tot op 80 meter benaderde, trof een burger aan die hem meenam naar de achterkant van een huis. Vandaar had Mulder goed zicht op de brug. Hij leende een karabijn van een artillerist, schoot twee Duitse parachutisten dood, rende de brug op en schoot nog een Duitser dood, waarna de andere Duitsers vluchtten. De brug was heroverd. Mulder ontving hiervoor de Militaire Willems-Orde.

#### Monument

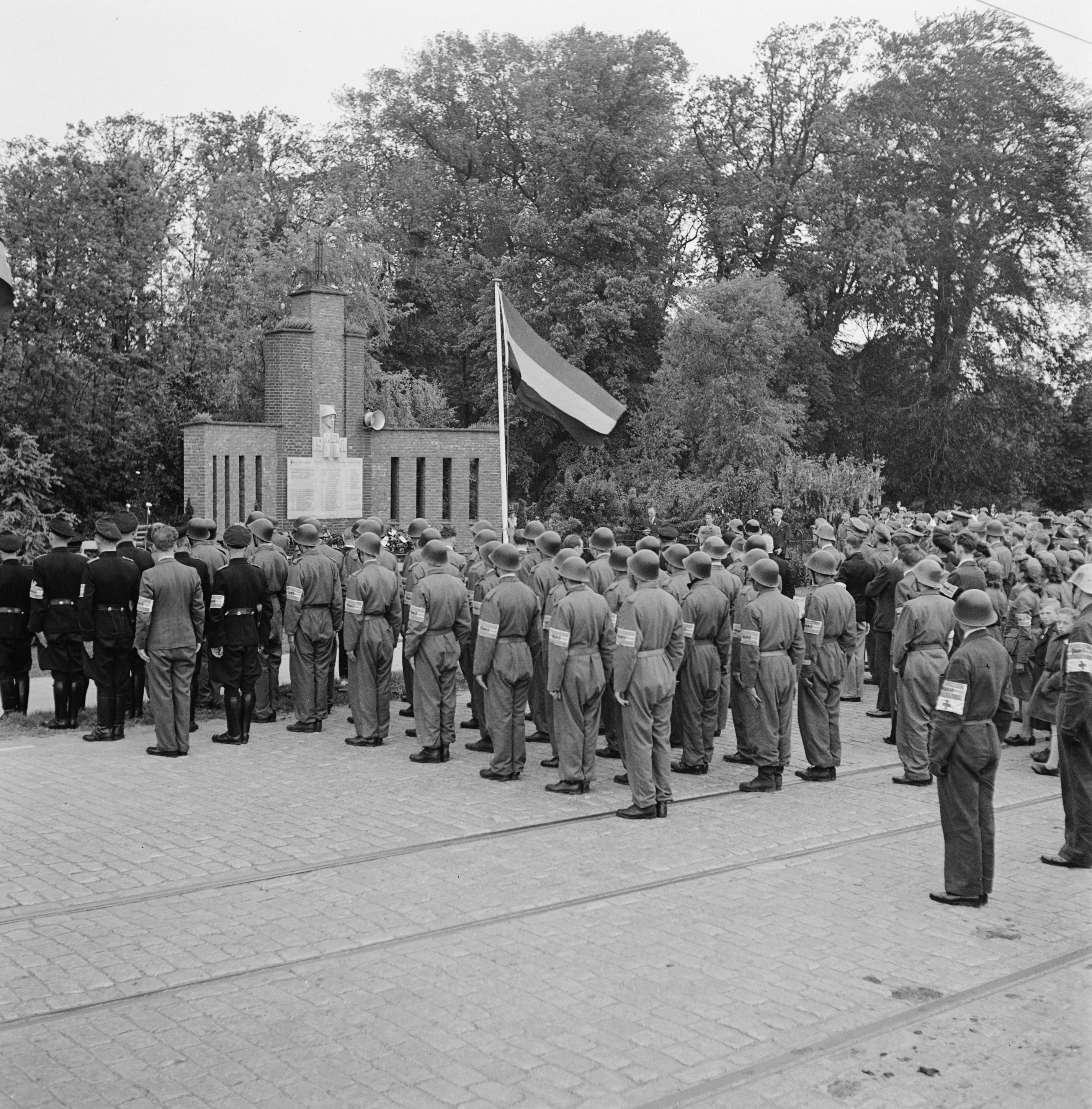
Plechtigheid in 1945 bij het oorlogsmonument.

Vlak naast Het Haagsche Schouw staat een oorlogsmonument, dat op 26 april 1941 (!) werd onthuld door generaal-majoor b.d. W.F.A. Hackstroh, waarna het Wilhelmus werd gespeeld en gezongen. Het monument herdenkt de militairen die gevallen zijn nabij Het Haagsche Schouw, de vliegvelden Valkenburg en Ockenburg. Er staan 51 namen op vermeld.

## Na de oorlog
Nadat in 1948 de gevels veranderd waren werd het pand wit geschilderd. In 2007 werd het interieur opnieuw aangepast. Tegenwoordig is het ook een Van der Valk Hotel met 80 hotelkamers en heet het Van der Valk Hotel Leiden. Alleen het restaurant heet nog Het Haagsche Schouw.